# Turkana
Turkana, dříve nazývané Rudolfovo jezero (anglicky Lake Turkana), je bezodtoké mírně slané jezero ve Východní Africe v Keni a severním koncem zasahující do Etiopie. Nachází se v tektonické propadlině. Má rozlohu 8 500 km². Je 220 km dlouhé a maximálně 50 km široké. Dosahuje maximální hloubky 73 m. Je tedy největší v celé východní větvi Velké příkopové propadliny. Leží v nadmořské výšce 375 m. V období pliocénu se na jeho místě nacházelo jezero Lonyumun. V okolí jezera se rozkládají tři národní parky, společně zapsané na seznam světového dědictví UNESCO a rovněž na seznam památek světového dědictví v ohrožení.

## Pobřeží
Na jižním konci jezera se nachází činná sopka Teleki. V období sucha, kdy okolní teploty vystupují až k 50 °C se tudy ženou prudké větry, které doslova vysušují hladinu, a tak je výpar vody v tomto období mohutný. Hladina jezera v tomto období prudce klesá. Objevuje se bahnité dno, zbarvené oxidy železa, jež zarůstá bažinnou vegetací.

## Ostrovy
Na jezeře jsou tři sopečné ostrovy. Jsou pojmenované podle své geografické polohy (North, Central a South). Prostřední ostrov (Central Island) je aktivní sopkou, z níž pravidelně stoupá pára.

## Vodní režim
Do jezera ústí velká etiopská řeka Omo se stálým tokem (asi 1/6 vody celoročního srážkového průměru) a asi 30 dalších vysychajících řek (např. Terkuell, Kerio aj.). Řeka Omo se vlévá do jezera takzvanou výplňovou deltou tvořenou mnoha rozvětvenými rameny, jež zcela zanášejí mělký okraj jezera svými plaveninami. Hlavně v období dešťů řeka zanáší plavený materiál do vzdálenosti až 5 km na jezeře. Dnešní jezero Turkana trpí chronickým nedostatkem vody. Zhruba před 9 500 lety ležela hladiny jezera asi 75 m nad dnešním normálem. Tehdy také jezero protékalo do dobře vypracovaného říčního údolí Turkwel do Bílého Nilu. Pokles hladiny jezera a snad i nové lávové proudy tento jediný odtok přerušily a jezero se ocitlo v izolaci.
Začalo vysychat a voda se stávala stále slanější.

## Osídlení
Přímo na březích jezera žije několik menších etnických skupin, které si díky odlehlosti od civilizace dodnes zachovávají tradiční formy života.
U jezera žije například několik stovek příslušníků domorodého kmene El Molo. Jméno kmene znamená rybáři. Sídlí na jižním břehu jezera a lovení ryb nebo krokodýlů patří k jejich hlavní obživě. Loví oštěpem nebo sítí. Po vodě se pohybují na vorech svázaných z palmových kmenů.

## Fauna a flóra
Díky poměrně malé hloubce je jezero teplé a neobyčejně životodárné. Žije zde množství ryb (přibližně 40 druhů), drobných vodních živočichů, obrovské množství ptáků, tisíce krokodýlů (nejpočetnější kolonie na světě), hroši.

## Historie

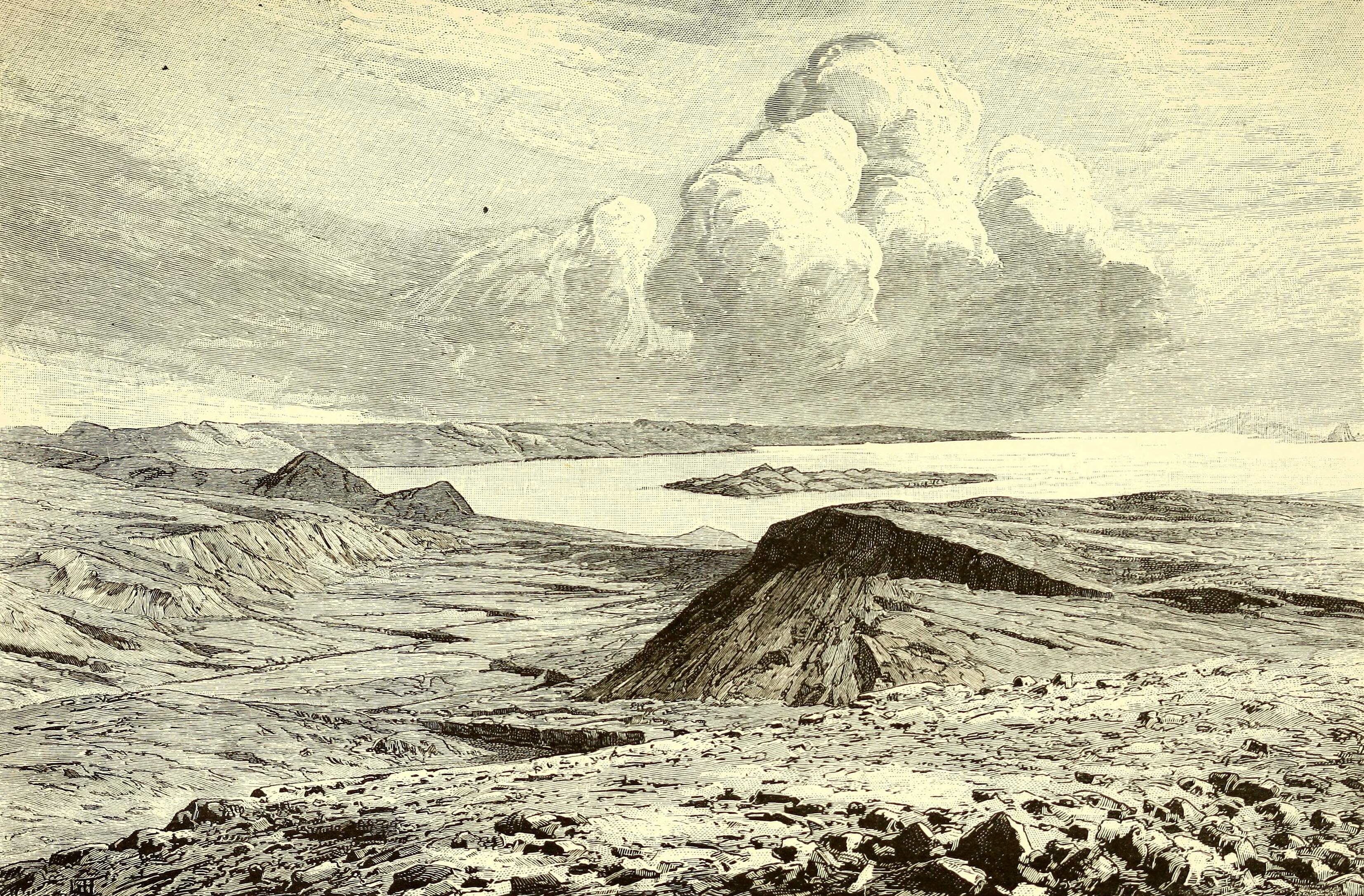
Vyobrazení jižního konce jezera z knihy Ludwiga von Höhnel (1894)

Jezero bylo objeveno v roce 1888 maďarským cestovatelem S. Telekim a rakouským cestovatelem L. von Höhnelem. Bylo pojmenováno na počest rakouského korunního prince „Rudolfovo“. V r. 1975 bylo přejmenováno na Turkana.
Pobřežní oblasti kolem celého jezera jsou známé díky početným nálezům lidských předků, zástupců rodu Australopithecus i Homo. Mezi známější nálezy patří pozůstatky prehistorického člověka, který byl podle místa nálezu označen jako Homo rudolfensis (stáří zhruba 2 miliony let), dále unikátní kostra druhu Homo erectus, známá pod přezdívkou Turkana boy nebo 3,5 milionu let stará lebka hominida, pojmenovaného Kenyanthropus platyops. Z východního i západního břehu jezera pochází ostatky nejstaršího známého australopitéka Australopithecus anamensis, ale i nejmladšího zástupce Australopithecus (Paranthropus) boisei. Výzkumy v této oblasti se proslavil zejména paleoantropolog Richard Leakey, který o nálezech napsal i knihu „People of the Lake“ (v češtině Lidé od jezera, 1984).

## Galerie

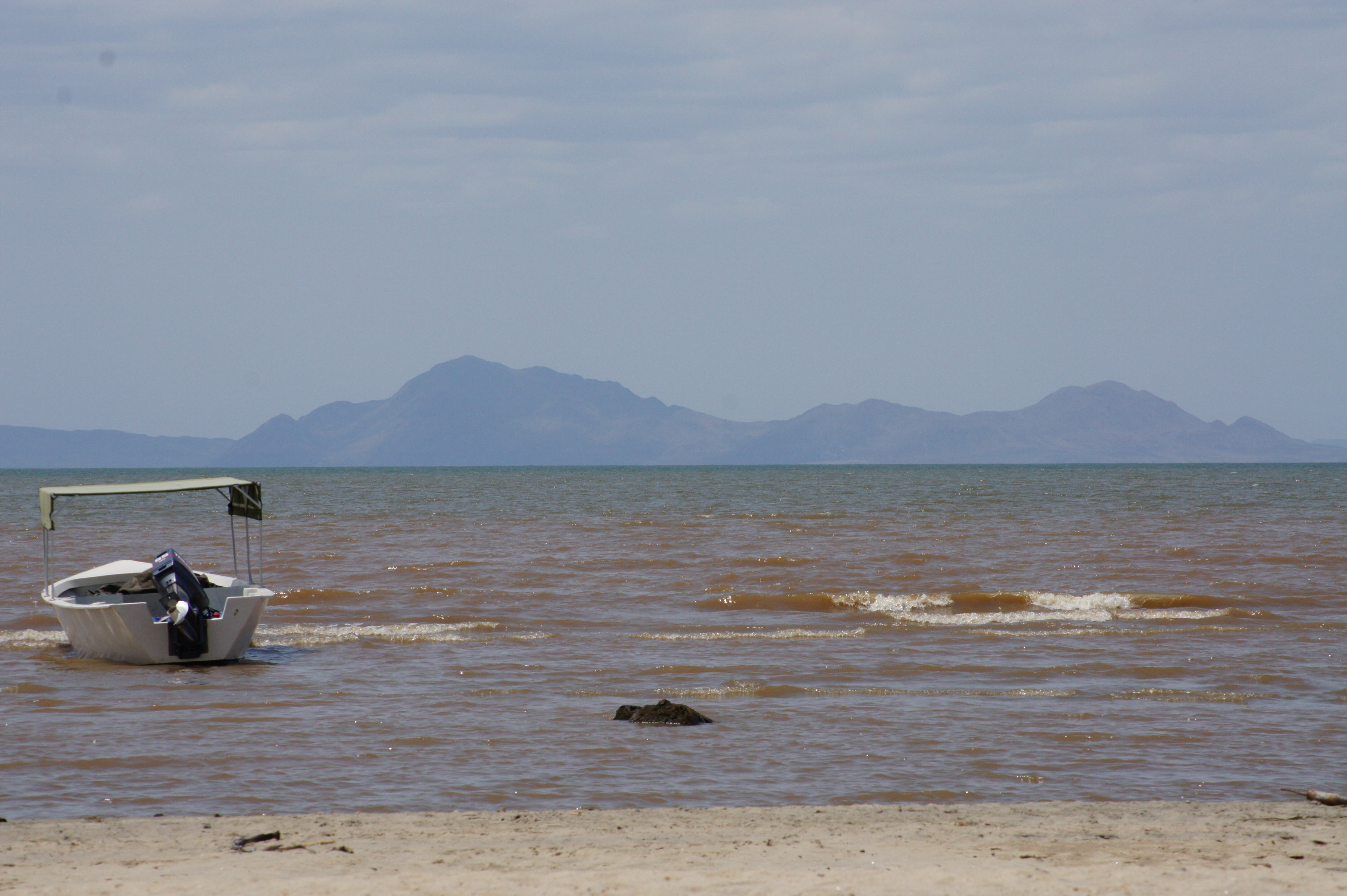
Pohled na jezero
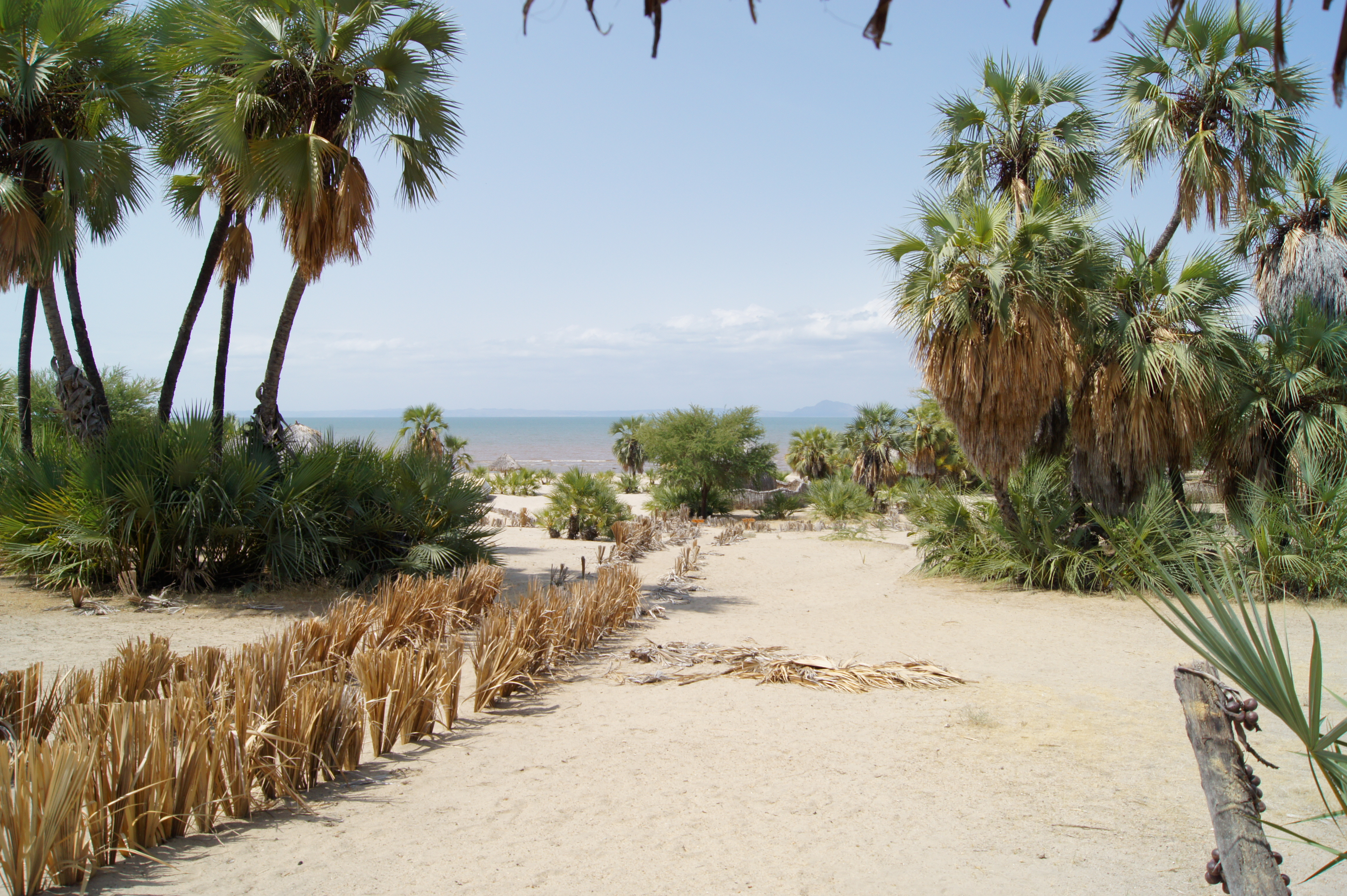
Pobřeží jezera
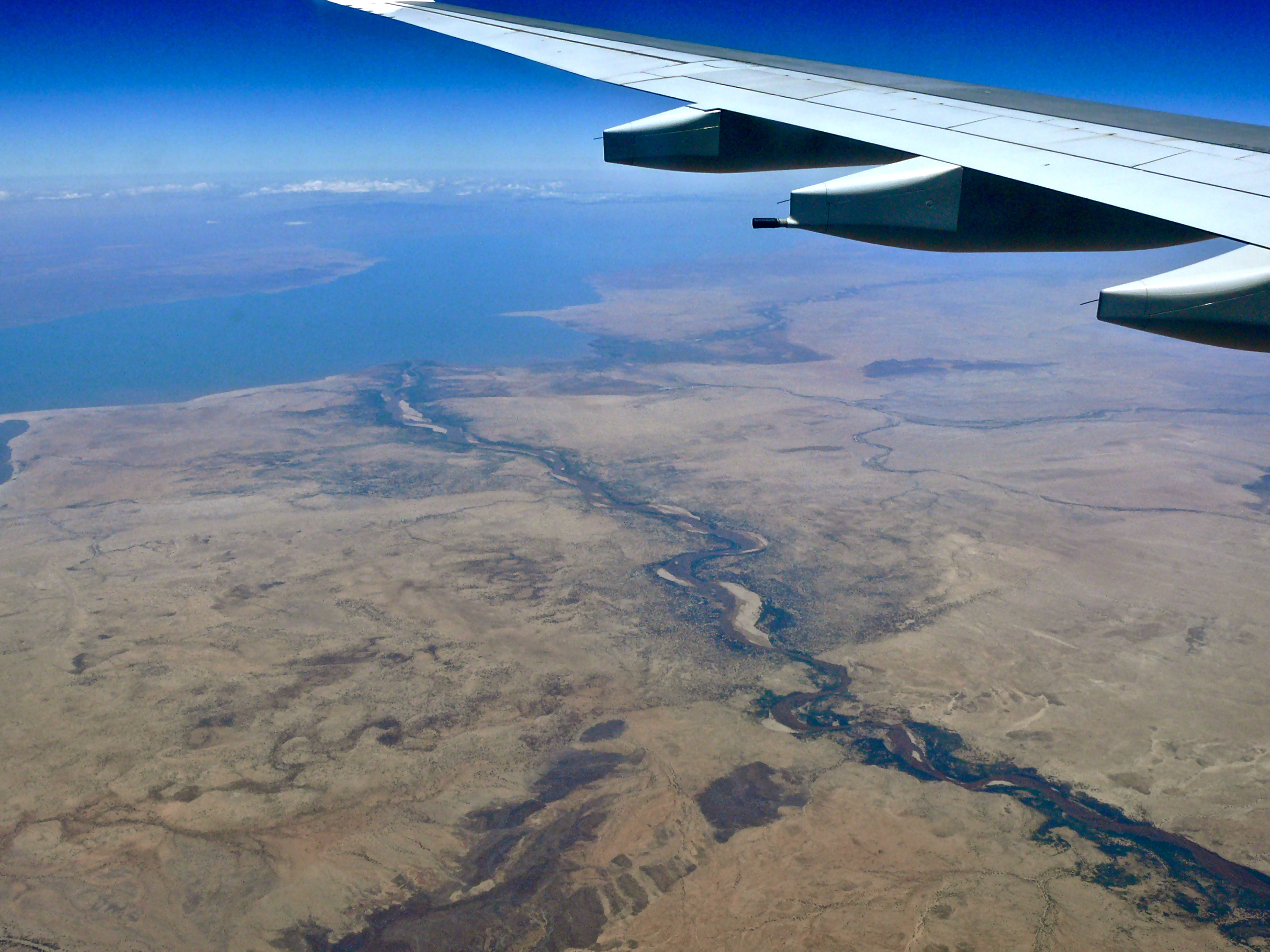
Ústí řeky Turkwel
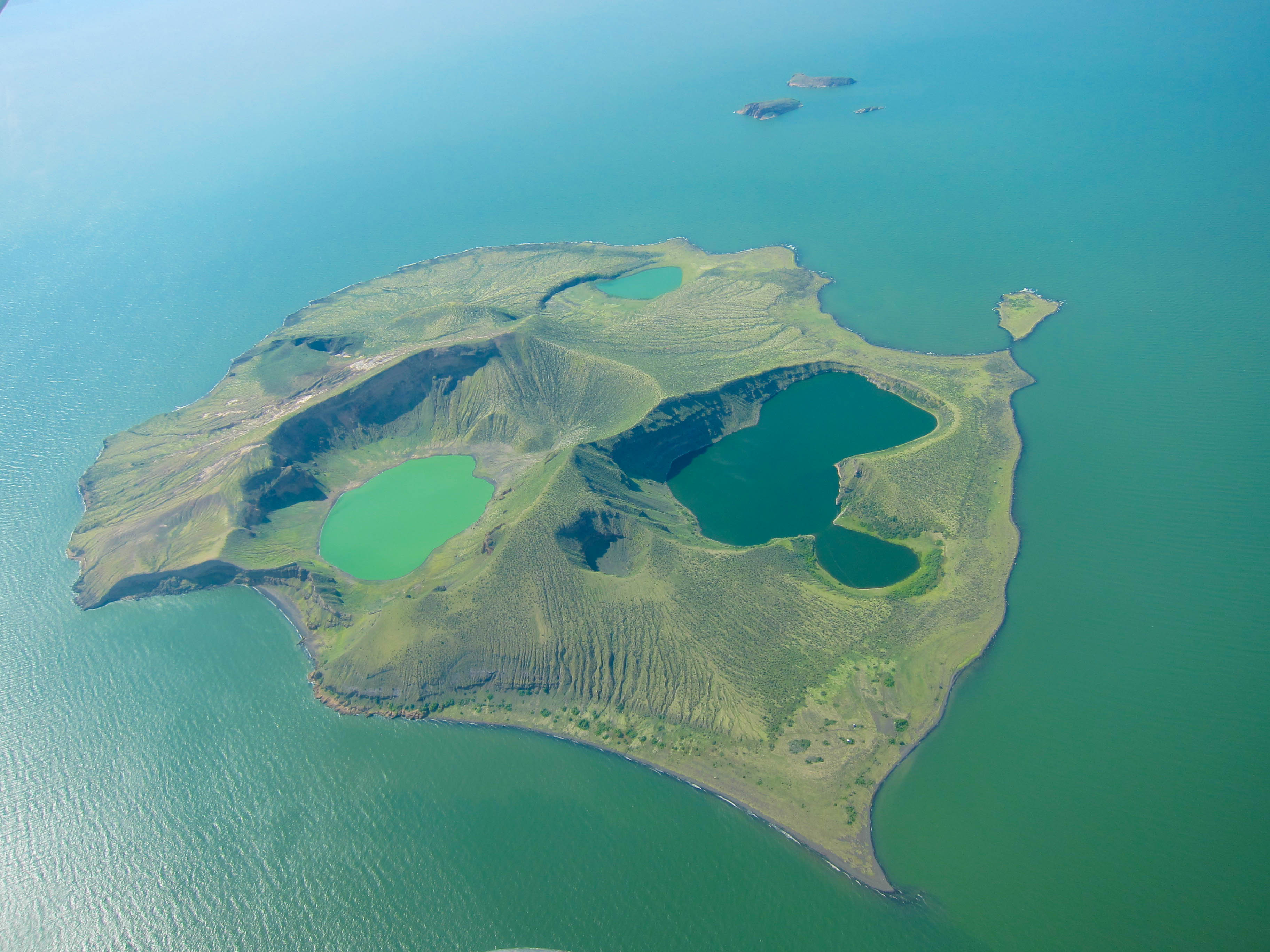
Central Island
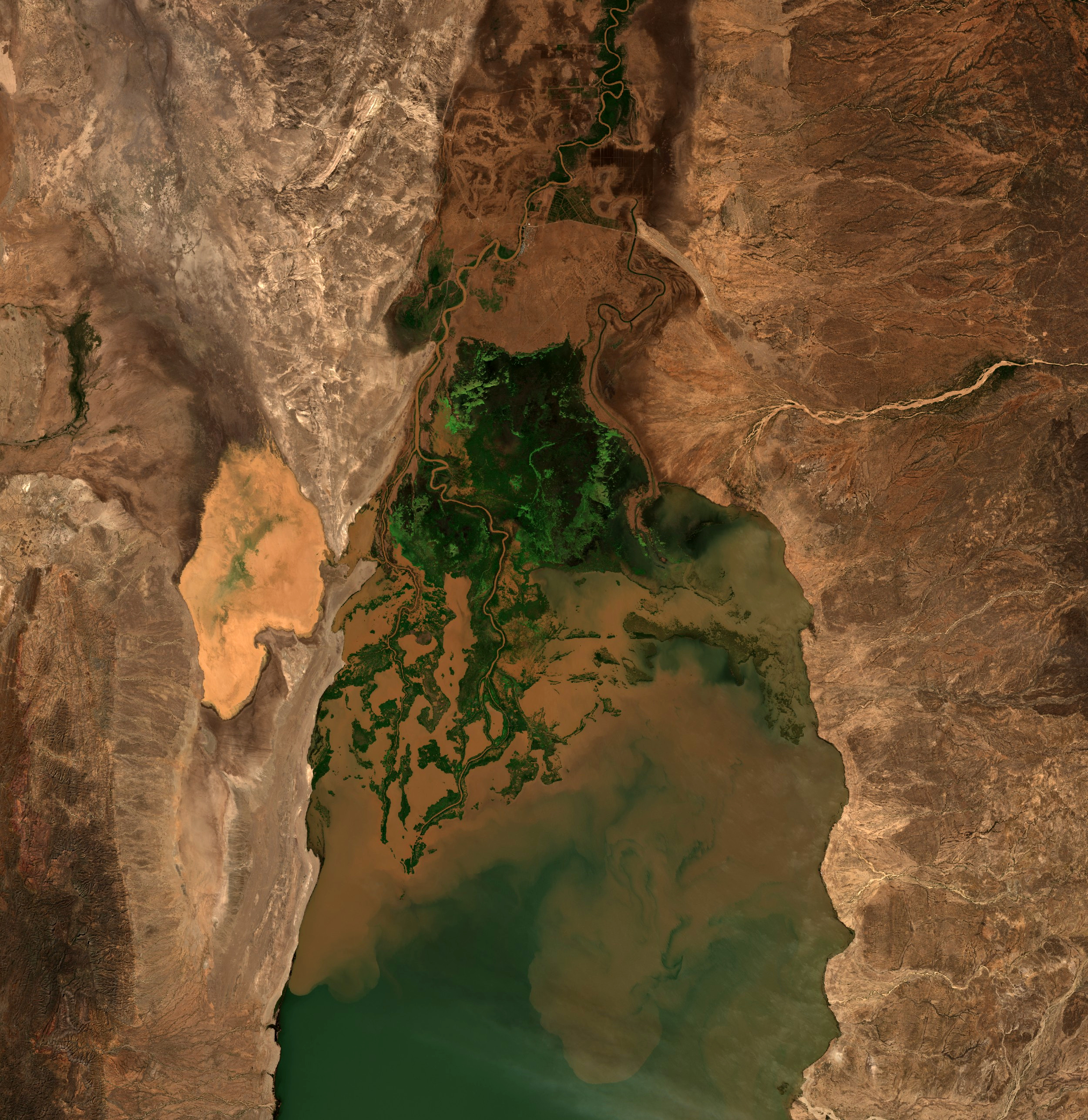
Delta řeky Omo